# 陳祖苞
陳祖苞（1576年—1639年），字爾翔，號孝威，浙江杭州府海寧縣人，明朝政治人物。

## 生平
萬曆三十七年（1609年）己酉科浙江鄉試第三十名舉人，四十一年（1613年）癸丑科進士。授崑山縣知縣，天啟四年（1624年）改永平府推官，五年（1625年）升兵部職方司主事，管山海關務，得罪魏忠賢，奪職。崇禎元年（1628年）起為兵部職方司主事，升山西按察司副使、兵備寧前，改山西布政使司參政，十年（1637年）任都察院右副都御史、巡撫順天，十一年（1638年）清兵進犯密雲縣墻子嶺，陳祖苞聞訊發兵馳救不及，禮部尚書楊嗣昌堅持追究，十二年（1639年）下詔獄，飲鴆自殺。崇禎帝為其逃過刑罰而怒，禁錮其子翰林院編修陳之遴，永不敘用。